# Слимаки
Слима́ки (також слизня́ки, сли́зні або слизу́ни) — молюски класу Черевоногих (Gastropoda) без черепашок, або з дуже маленькими внутрішніми черепашками, на відміну від равликів, які мають велику спіралевидну черепашку. Втрата або скорочення черепашки — набута ознака, і подібна структура тіла еволюційно розвинулася декілька разів незалежно, створюючи поліфілетичну групу організмів. Хоча внутрішні органи слимаків скручуються на 180 градусів протягом розвитку, їх тіла не подають ознак цього, маючи витягнену червоподібну форму. Слимаки представлені як морськими, так і наземними видами. Головна група морських слимаків — ряд Nudibranchia. Подальша інформація стосується переважно сухопутних слимаків. М'які, слизисті тіла слимаків завжди знаходяться під загрозою висихання, тому екологія сухопутних слимаків обмежена вологим навколишнім середовищем.

## Класифікація

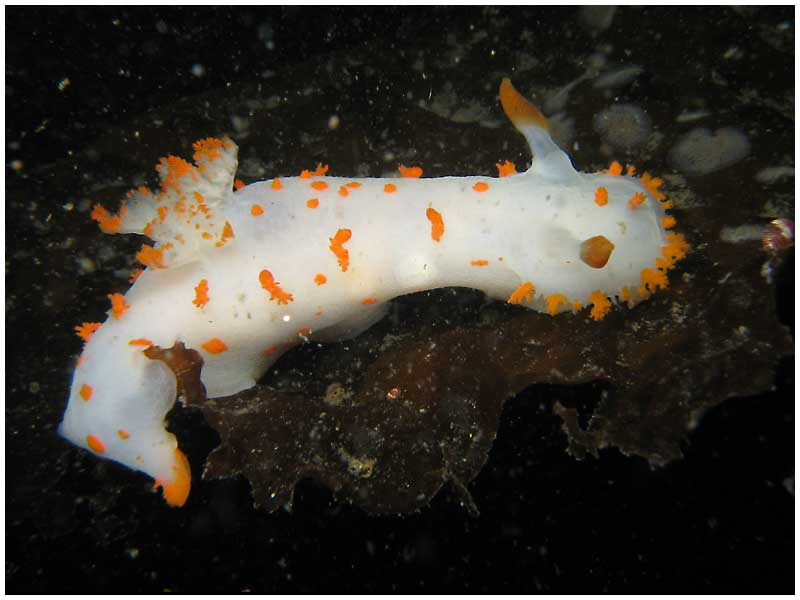
Морський слимак Нудібранх-клоун (Triopha catalinae)

Слимаки не утворюють таксона в стандартному розумінні, це парафілетична (збірна) група, яка об'єднує представників кількох таксонів стандартної класифікації. Їх набір залежить від джерела, але звичайно це всі черевоногі молюски без видимих раковин. Більшість морських слимаків належать до ряду Nudibranchia (надряду Opisthobranchia), численнішого ряду класу черевоногих. Але багато організмів інших рядів надряду Opisthobranchia також можуть вважатися морськими слимаками. Більшість сухопутних слимаків належать до ряду Stylommatophora (надряду Pulmonata). Див. класифікацію класу черевоногих, яка містить всі види слимаків (але також равликів і інших молюсків). У цій класифікації таксони, які містять слимаків, виділені жирним, але майже всі вони містять також їх родичів, які не є слимаками:
- Клас: Черевоногі (Gastropoda)
  - Підклас: Eogastropoda («справжні блюдця»)
  - Підклас: Orthogastropoda
    - Надряд: Heterostropha (морські черевоногі)
    - Надряд: Opisthobranchia (морські м'якуни-гастроподи та слимаки)
      - Ряд: Acochlidea
      - Ряд: Anaspidea
      - Ряд: Cephalaspidea
      - Ряд: Морські янголи (Gymnosomata)
      - Ряд: Notaspidea
      - Ряд: Голозяброві (Nudibranchia) (найбільша група морських слимаків)
      - Ряд: Sacoglossa
      - Ряд: Thecosomata

    - Надряд: Легеневі (Pulmonata) (сухопутні та прісноводні равлики та слимаки)
      - Ряд: Archaeopulmonata (морські та прісноводні равликоподібні молюски)
      - Ряд: Basommatophora (морські та прісноводні равликоподібні молюски)
      - Ряд: Stylommatophora (сухопутні равлики та слимаки)
      - Ряд: Systellommatophora (морські та сухопутні слимаки)

Серед різних різновидів сухопутних слимаків широко поширені сірий польовий слимак (Deroceras reticulatus), городній слимак (Arion hortensis), леопардовий слимак (Limax maximus) і банановий слимак (Ariolimax columbianus).

## Анатомія та фізіологія

### Морфологія
Слимаки зішкрібають їжу використовуючи радулу, грубий язико-подібний орган з багатьма крихітними зубцями.
Подібно до равликів, слимаки мають дві пари «антен» або щупалець на голові. Обидві пари можуть скорочуватися і здатні до регенерації. На поверхні слимака, ззаду голови — сідлоподібна мантія, під якою знаходяться статеві органи і задній прохід. Мантія також має отвір для дихання (пневмостома). Слимак пересувається завдяки ритмічному скороченню м'язів ноги.
Тіло слимака дуже подібне до тіла равлика, найочевидніша різниця в відсутності мушлі. Проте це не зовсім вірно, слимаки можуть мати своєрідну мушлю. Іноді вона має форму пластинки, розташованої під мантією (родина Limacidae), у інших випадках слимаки мають крейдяні гранули (родина Arionidae). Напів-слимаки — проміжна ланка між равликами і слимаками. Вони мають мушлі, але занадто малі, щоб помістити всередині все тіло.

### Органи чуття
Подібно до равликів, більшість сенсорних рецепторів слимаків сконцентровані навколо голови. Нервові вузли, або ганглії, обробляють інформацію, зібрану двома парами щупалець. Нижня, коротша, пара — це сенсорні щупальця, які
використовується як орган нюху, дотику і, можливо, смаку. Верхня, довша, пара — це щупальця зору (або оптичні щупальця), чутливі до світла і запаху. Хоча слимаки не можуть розрізняти кольори, вони можуть легко відрізнити світло від темряви.
Слимаки мають 100 — 5000 фоточутливих клітин, кожна оточена багатьма пігментними клітинами. На поверхні фоточутливих клітин знаходиться велика кількість мікроворсинок. Вважається, що це — світлочутливі області цих клітин.
Долі рота можуть діяти як орган дотику, відрізняючи різні поверхні. Коли слимак втрачає одне з щупалець, воно відростає. Наприклад, у представників виду Arion ater це займає 1-2 місяці.
Від голови нерви тягнуться уздовж всього тіла як до ноги, щоб керувати пересуванням, так і до травної системи.

### Слиз
Слимаки виробляють два види слизу: один — рідкий і водянистий, і другий — густий і липкий. Обидва гігроскопічні. Рідкий слиз розповсюджується від центру ноги до країв. Густий слиз розгортається спереду назад.
Слиз дуже важливий для слимаків, оскільки він допомагає їм рухатися, і містить волокна, які перешкоджають слимаку зіслизати вниз з вертикальних поверхонь. Слиз також забезпечує захист від хижаків і допомагає зберігати вологість. Деякі різновиди використовують слизисті шнури, щоб розпластатися на землі, або тимчасово підвішуватися протягом спаровування.

### Розмноження

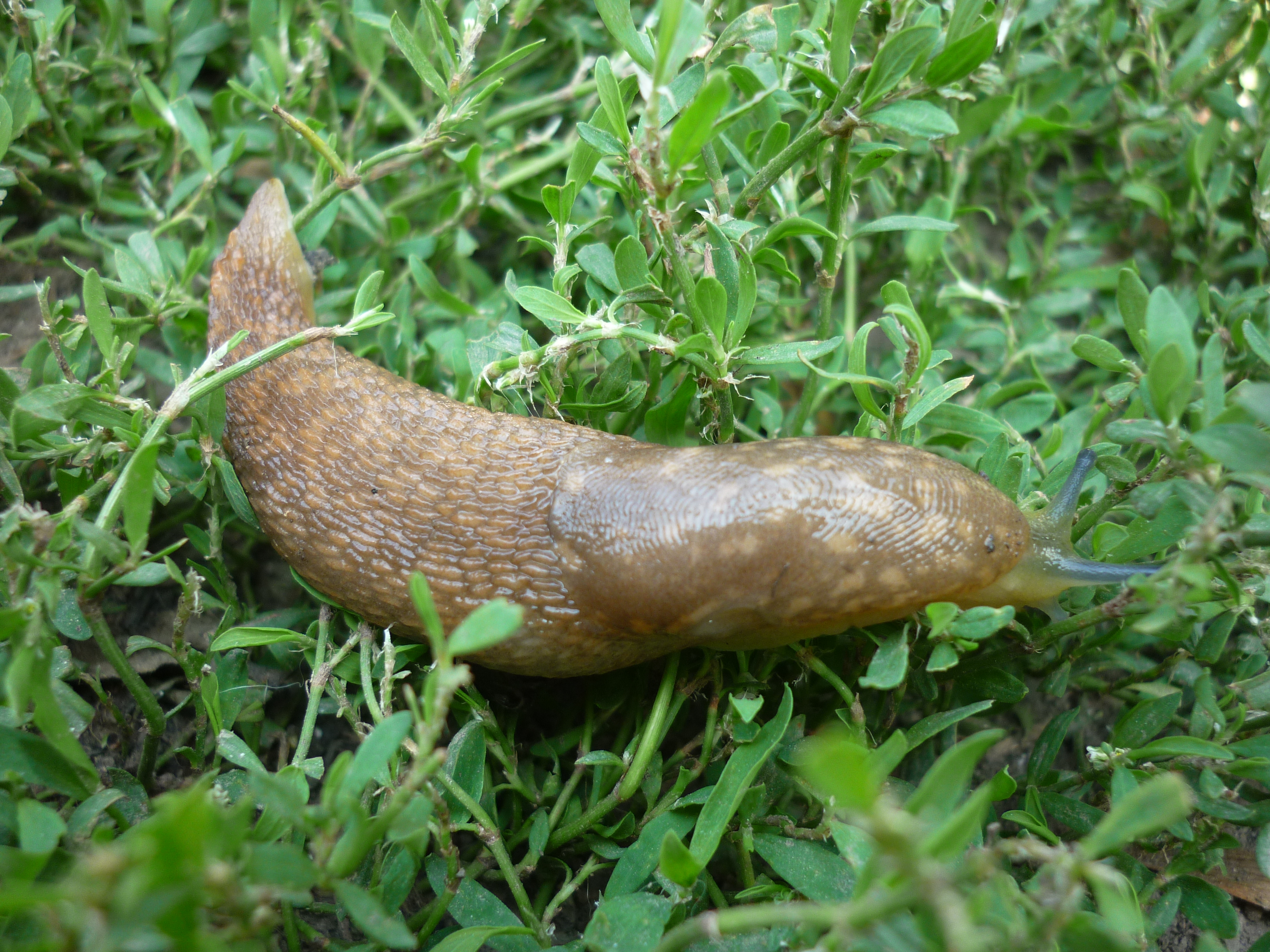
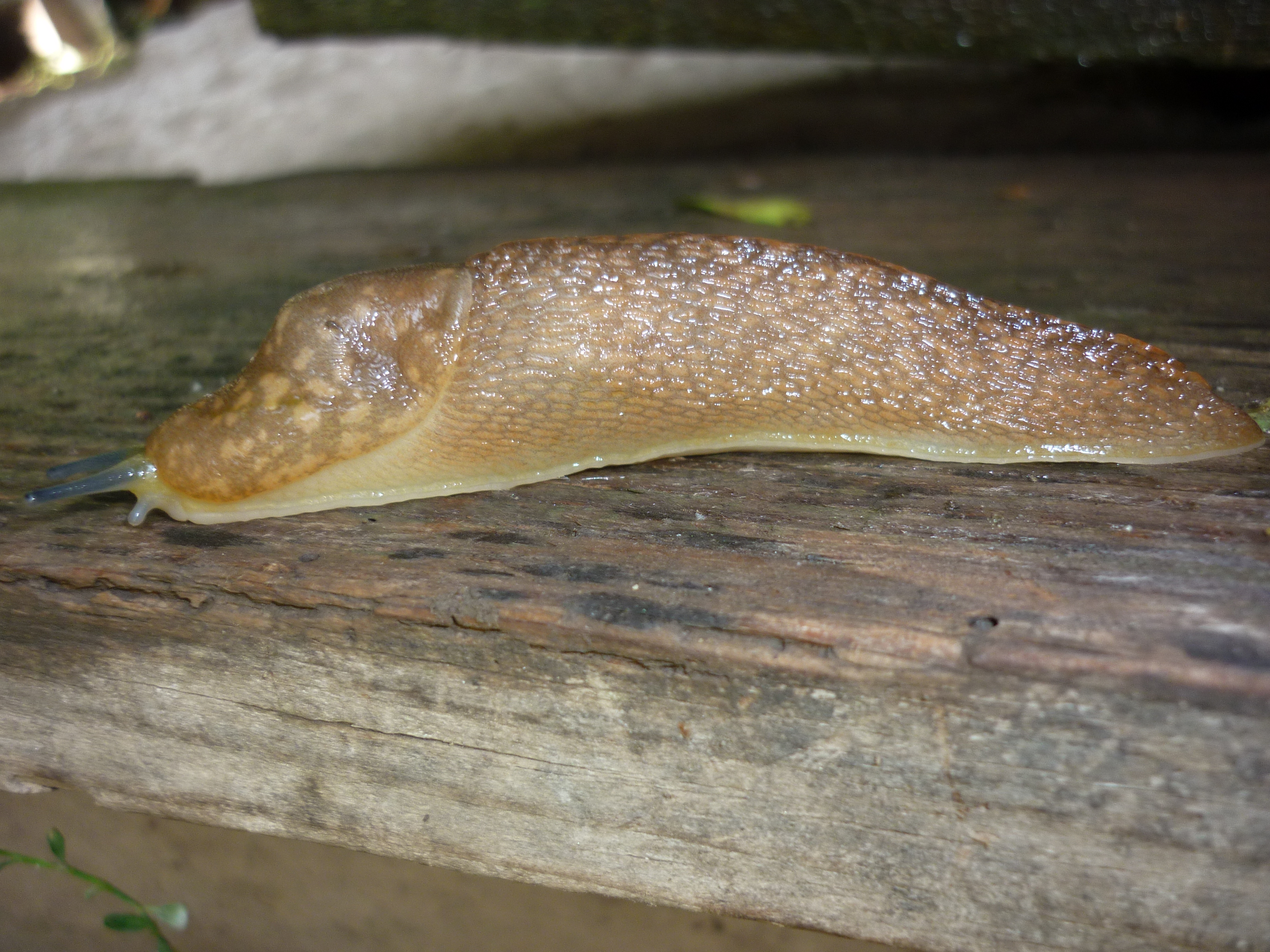
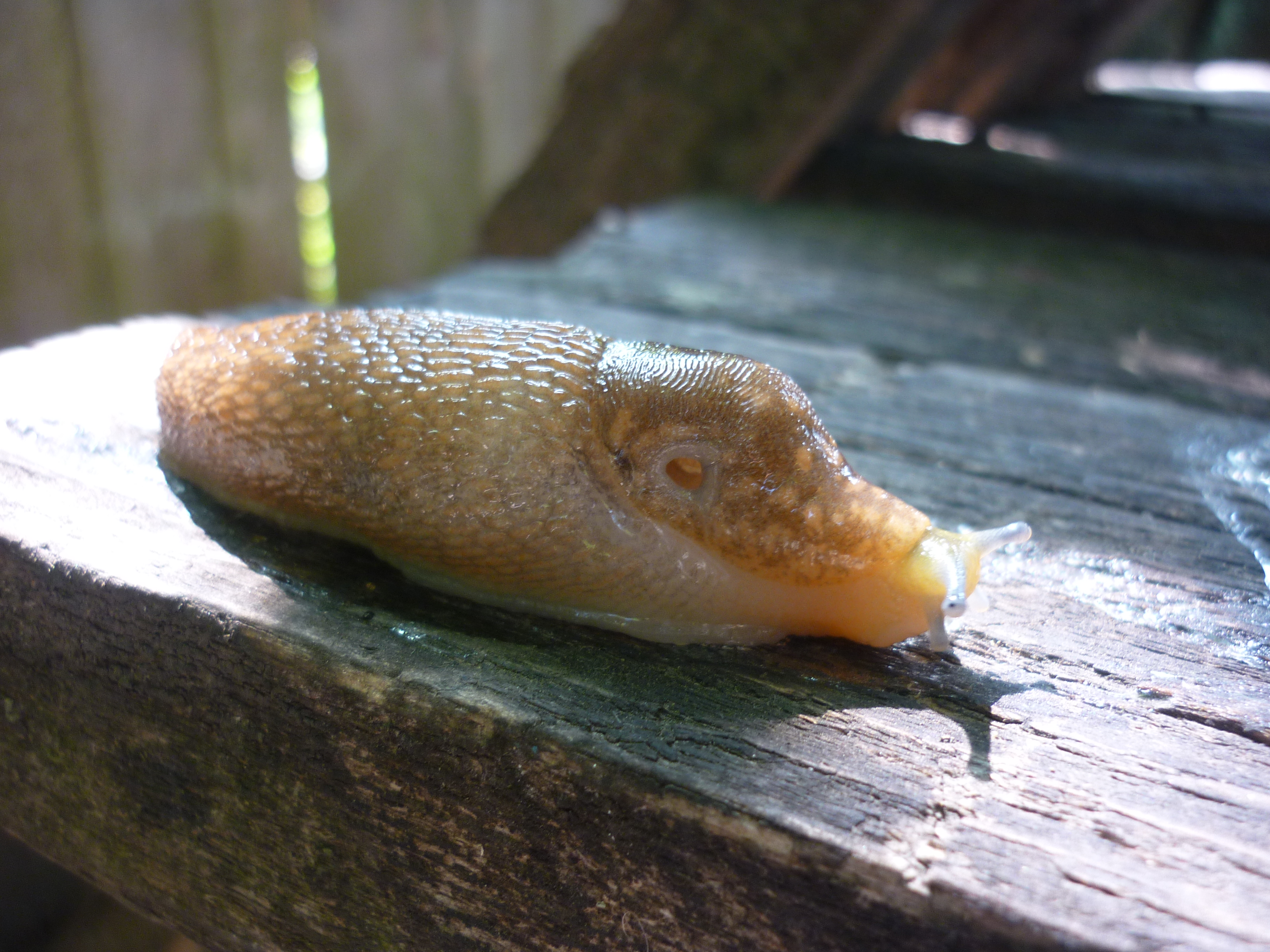

слимаки є гермафродитами — вони мають як жіночі, так і чоловічі статеві органи. Звичайно слимак слідуватиме за слизом іншого слимака, і може навіть поїдати цей слиз. Потім слимаки знаходять один одного і починають кружляти разом. При цьому вони випускають геніталії. Слимаки рухаються ближче, і геніталії торкаються партнера. 
Сперма переноситься у формі сперматофора. Декілька днів пізніше слимак відкладає близько 30 ікринок у ямку в землі. Деякі види зимують під землею в помірному кліматі, у інших видів дорослі особини гинуть восени.
Звичайна практика серед багатьох слимаків — апофалація, коли один або обидва слимаки відкушують частину пеніса. Пеніс цих видів скручений подібно до штопора і часто сплутується в геніталіях їх партнера в процесі обміну сперми. Апофалація дозволяє слимакам роз'єднуватися. Вважається, що пошкоджені геніталії відростають, подібно до «щупалець зору».
Деякі різновиди слимаків можуть запліднювати один одного через «метання» крихітних крапельок сперми, якими вони поцілюють у напрямі геніталій партнера.
Геніталії слимаків — найдивовижніші у світі. Ariolimax dolichophallus, вид бананових слимаків (dolichophallus означає «довгий пеніс» латиною) мають найбільше співвідношення довжини пеніса до довжини тіла серед усіх тварин. Рекордний екземпляр мав довжину тіла 15 см, з довжиною пеніса 81 см, що більш ніж в 5 разів довший за тіло.

## Екологія

### Поведінка сухопутних слимаків
Більшість слимаків їдять листя, мікроскопічні грибки та продукти розпаду рослинного матеріалу, але деякі є хижаками і більшість також їдять падаль, особливо свого ж виду. Жаби, змії, їжаки, і деякі птахи і жуки — природні вороги слимаків. Слимаки, коли перебувають у небезпеці, можуть стискувати своє тіло, роблячи його твердішим і компактнішим, і тому важчим для втримання тваринами. Неприємний смак слизу — також стримувальний засіб.

## Еволюція фаун на прикладі слизунів Британії
Команда британських вчених оновила дані про різноманітність безраковинних  молюсків (слимаків)  Британських островів. Види визначали і за генетичними критеріями, і за морфологічними ознаками. Слимаки — це компактна група, виключно добре вивчена, адже це шкідники садово-городніх культур. І тим більше дивно, що новий перепис змінив  фауністичний склад приблизно на чверть, що дуже багато для сучасного стану  систематики. Порівняння генетичних і морфологічних видів показує, що в поточний момент фауна відчуває сильні перетворення:  алопатричне і симпатричне видоутворення,  інтродукцію,  гібридизацію рідкісних видів з рясними, заміщення одних видів іншими. Це своєрідний портрет еволюційних процесів, що відбуваються в цілій острівній фауні, а не з одним видом

## Господарське значення
Деякі слимаки — відомі городні паразити, і є різні методи контролю їх кількості, як наприклад проти-слимакові таблетки, пивні пастки, сіль, фізичні бар'єри і біологічна боротьба з шкідниками.
Потрібно проявляти обережність, споживаючи слимаків у їжу. У певних випадках такі захворювання, як менінгіт, можуть передаватися через споживання сирих слимаків.